# モチヅキ
株式会社モチヅキ（Mochizuki Outdoor Tools）とは、新潟県三条市に本社を置く登山・アウトドアメーカー、またMSR、サーマレスト、プラティパスなど数多くのアウトドアブランドを取り扱う米国カスケードデザイン社の日本総代理店である。1950年に谷川岳に通うトップクライマーであった望月力が、市販のクライミングギアに不満を感じ、町の鍛冶屋職人と共にハーケンを共同開発したことを起源を持つ。